# Peyritschia pringlei
Peyritschia pringlei là một loài thực vật có hoa trong họ Hòa thảo. Loài này được (Scribn.) S.D.Koch miêu tả khoa học đầu tiên năm 1979.